# Tropiometra
Tropiometra A.H.Clark, 1907 è un genere di echinodermi crinoidi, unico genere della famiglia Tropiometridae.

## Tassonomia
Comprende le seguenti specie:
- Tropiometra afra (Hartlaub, 1890)
- Tropiometra carinata (Lamarck, 1816)
- Tropiometra macrodiscus (Hara, 1895)
- Tropiometra magnifica A.H.Clark, 1936